# NGC 2
Az NGC 2 egy spirálgalaxis a Pegasus (Pegazus) csillagképben.

## Felfedezése
Az NGC 2 galaxist 1873. augusztus 20-án fedezte fel Lawrence Parsons.

## Tudományos adatok
A galaxis 7550 km/s sebességgel távolodik tőlünk.